# Тимофій Піддубний
Тимофій Піддубний (близько 1880, Полтавська губернія -?) — український оперний співак, тенор, драматичний артист. Виступав в українських музично-драматичних трупах М. К. Садовського, П. Саксаганського та І. Карпенка-Карого (1904–1905), Л. Сабініна (1908–1909) та інших.
Відзначався гарним голосом, майстерно виконував українські народні пісні. Записувався на грамплатівки (1909, 1912, 1913, фірм «Pathé Records» «Зонофон»). Серед записів романси Миколи Лисенка та українські народні пісні.

## Партії
- Андрій (Запорожець за Дунаєм С. Гулак-Артемовського)
- Петро (Наталка Полтавка, М. Лисенка)
- Андрій Безверхий (Катерина М. Аркаса)